# 아가씨 (영화)
《아가씨》(영어: The Handmaiden)는 박찬욱이 감독하고 정서경과 공동 각본을 쓴 2016년 개봉한 대한민국의 심리 스릴러 영화이다. 김민희, 하정우, 김태리와 조진웅이 출연한다. 세라 워터스의 소설 《핑거스미스》를 기반으로 하여 1930년대 일제강점기 조선을 배경으로 각색되었다. 영화는 가난한 사기꾼인 숙희(김태리)가 부잣집의 하녀로 들어가 백작(하정우)과 짜고 상속녀인 히데코(김민희)를 정신병원으로 보내 유산을 가로챌 음모를 꾸미고 벌어지는 이야기를 다루고 있다. 원작 소설처럼 3부로 나뉘어 1부는 하녀의 관점, 2부는 아가씨의 관점, 3부는 두 개의 서로 다른 이야기를 합일해 나아가는 방식으로 구성되어 있다.
이 영화는 제69회 칸 국제 영화제 공식 경쟁부문에서 초청작으로 선정되어 영화제 메인 상영관인 뤼미에르 극장에서
프레스 스크리닝으로 첫 상영 되었다. 대한민국에서는 CJ 엔터테인먼트 배급으로 2016년 6월 1일 극장을 통해 개봉하였다. 영화는 428만 명의 관객을 모아 박찬욱의 19세 이상 관람가 등급 영화 중에서 가장 높은 흥행 성적을 거두었다. 평론가들로부터 연출과 줄거리, 연기 부분에서 좋은 평가를 받았다.
한국 영화 최초로 영국 아카데미상(BAFTA) 외국어영화상 후보에 올랐으며 이어 수상의 영광을 얻었다.

## 시놉시스

### 제1부
이야기는 숙희의 시점으로 진행된다.
1930년대 일제강점기 조선, 유명한 여도둑의 딸로 태어나 전당포 보영당을 운영하는 장물아비 복순의 손에서 자란 소매치기 고아 소녀 숙희(김태리)는 버려진 아기를 일본에 팔아 넘기면서 살고 있다. 그러던 어느 날 장물어미의 집에 사기꾼 후지와라 백작(하정우)이 찾아온다. 그는 막대한 재산을 상속받을 일본인 아가씨 히데코(김민희)를 유혹하여 결혼한 뒤 돈을 가로채고 그녀를 정신병원에 집어넣는다는 계획을 꾸미고, 아가씨가 자신을 사랑하게 만들도록 숙희가 아가씨의 저택에 하녀로 들어갈 것을 제안한다. 히데코와 함께 살고 있는 후견인, 이모부 코우즈키(조진웅)는 일본인이 되고 싶어하는 친일 조선인으로, 한일 강제합병 때 일본을 도운 대가로 금광채굴권을 따내 부자가 되었고, 그렇게 번 돈으로 서책과 그림을 수집한다. 그는 일본인 여성과 결혼하지만 얼마 지나지 않아서 아내가 죽고 지금은 조카인 히데코의 재산을 차지하고자 정혼을 한다. 숙희는 히데코의 옷과 예물을 가지고 돈까지 받는 조건으로 백작의 음모에 가담한다. 이야기는 숙희의 시점으로 진행된다.
늦은 밤 히데코의 저택에 도착한 숙희에게 집사 사사키(김해숙)는 숙희가 하녀로 위장하기 위해 쓴 가명인 옥을 딴 타마코라는 일본 이름을 지어주고 해야 할 일들을 가르쳐준다. 그날 밤 악몽을 꾼 히데코가 소리를 지르자 놀란 숙희는 그녀를 진정시키고, 히데코는 저택 정원의 벚꽃 나무에서 목을 매달아 죽은 이모의 유령이 나타난다고 말한다. 다음 날 숙희는 히데코에게 정식으로 자기소개를 한다. 히데코는 숙희가 글을 모른다는 사실을 알자 글은 배우면 되고, 뒤에서 욕을 해도 되고 도둑질을 해도 좋으니 거짓말만 하지 말라고 당부한다. 히데코는 이모부와의 낭독 연습을 위해 떠나면서 정오에 와서 서재 문을 두드려 달라고 부탁한다. 히데코가 나가자 숙희는 그녀의 방을 뒤지고, 각각의 상자 안에 든 금속 방울과 굵은 밧줄을 발견한다. 숙희가 무심코 서재에 들어가려고 하자 코우즈키는 화를 내고, 히데코는 문을 닫아 버린다.
숙희가 히데코를 돌보면서 둘은 서로에게 묘한 설렘과 긴장을 느끼고, 숙희는 순진한 히데코에게 진심이 담긴 말들을 건넨다. 며칠 후 후지와라 백작이 저택에 방문하여 히데코의 그림 교습을 시작한다. 후지와라의 계획에 따라 히데코는 점점 그와 사랑에 빠지게 되고, 진상을 알고 있는 숙희는 그런 아가씨를 가엾게 여긴다. 히데코는 숙희가 자신의 감정을 속이고 히데코가 백작과 사랑에 빠지게 될 것이라는 말에 화가 나 그녀의 뺨을 때린다. 백작이 청혼을 한 날 밤, 히데코는 악몽을 꿀 것 같아 숙희를 방으로 부르고 첫날 밤에 무엇을 해야 할 지 모르겠다고 말한다. 숙희는 답답한 마음에 히데코를 가르치고자 입맞춤을 시작으로 직접 애무를 하고, 함께 성적인 흥분에 빠져 커닐링구스를 한다.
후지와라 백작은 코우즈키가 자리를 비운 사이 일본으로 도망가서 결혼을 하자고 제안하고, 히데코는 숙희와 함께 간다는 조건으로 청혼을 수락한다. 코우즈키는 일주일간 함경도로 외출을 하기 전 히데코에게 지하실을 기억하라는 말을 남기고 떠난다. 히데코는 숙희와 함께 저택을 떠나 일본으로 도주한 뒤 절에서 후지와라와 혼인식을 치르고, 그에게 어떤 물건을 건네 받는다. 숙희는 여관에 머무른 첫날 밤 옆 방에서 히데코의 신음을 듣고, 다음날 이불의 혈흔을 보게 된다. 숙희는 재산 정리를 위해 자리를 자주 비우는 백작과 조금씩 변해가는 히데코의 모습을 보며 빨리 일을 끝내고자 하는 초조함에 빠진다. 숙희는 정신병원의 의사들에게 히데코가 치료가 필요한 상태라고 증언을 하고, 후지와라와 숙희는 히데코를 입원시키기 위해 함께 정신병원에 방문한다.
그러나 히데코가 갑자기 하녀 흉내를 내며 숙희가 히데코인 것인양, 조선인 하녀가 된 망상에 빠졌다고 누명을 씌운다. 간호사들에게 붙잡힌 숙희는 정신병원에 입원하게 된다.

### 제2부
다시 이야기의 시작으로 돌아가 히데코의 시점으로 진행된다.
히데코는 어린 시절 이모부의 저택에 와서 온갖 신체적, 정서적 학대를 받으며 자란다. 코우즈키는 변태적 도색을 주제로 한 서책과 그림을 수집하는 사람으로, 일본인 부인(문소리)이 그 책들을 낭독하고 묘사하는 모습을 다른 사람들과 함께 즐기는 정기 낭독회를 연다. 히데코 또한 낭독회를 진행하기 위해 이모와 함께 글을 낭독하는 훈련을 하게 된다. 정신적 피해를 견디지 못한 히데코의 이모는 벚꽃나무에 목을 매달아 자살한다. 히데코는 코우즈키에게 목을 매달아 죽은 사람의 모습과 이모의 모습이 다르다고 말하자, 코우즈키는 그녀를 지하실로 데려가 무언가를 보게 한다. 이모가 죽자 그 뒤를 이어 히데코가 낭독회에서 서책을 낭독하고 연기한다. 후지와라는 낭독회에 참여하는 사람 중 한 명으로, 자신을 귀족으로 속이고 코우즈키를 위해 위작을 그려주는 사람이다. 후지와라는 코우즈키가 조선인 아내였던 사사키를 집사로 두고 사실상의 부부관계를 지속해온 것도 알고 있다.
히데코를 눈여겨 본 후지와라는 가혹한 훈육과 낭독회로 인해 그녀가 절대로 누군가와 사랑에 빠지지 않을 것이라 확신하고, 위장 결혼을 하여 재산을 반으로 나누어 갖는 조건으로 그녀에게 자유를 주겠다고 제안한다. 후지와라와 히데코는 코우즈키가 히데코를 찾을 수 없도록 그녀의 새로운 하녀를 히데코로 위장하여 정신병원에 가둘 계획을 세운다. 후지와라는 코우즈키가 히데코를 찾아낼 사태를 대비해 히데코에게 자살할 수 있는 아편을 결혼식 후 주기로 약속한다. 히데코는 숙희를 이용할 생각이었지만 자신을 걱정해주고 진심을 담은 말을 해주는 그녀에게 점점 끌리게 된다. 히데코는 숙희와 함께 자게 된 밤에서 숙희는 히데코에게 키스하는 법을 가르쳐주고 입에 사탕까지 물려주지만, 히데코는 이해를 하지 못한다. 답답한 나머지 숙희는 애무를 가르쳐주기 위해 히데코의 잠옷을 벗기고 유두를 손으로 애무하며 입으로 빨아 애무한다. 해당 장면에서 히데코 역의 김민희의 유두가 노출된다. 그리고 히데코는 흥분하여 옷을 모두 벗는다. 그리고 숙희의 옷도 벗긴다. 숙희는 애무를 더 가르쳐 주기 위해 커닐링구스를 한다. 해당 장면에서 히데코 역의 김민희와 숙희 역의 김태리의 나체 옆모습이 노출되며, 서로의 유두도 실루엣이 노출된다.. 맨 처음에는 숙희가 히데코의 음부를 만지며(해당 장면에서 히데코 역 배우 김민희의 엉덩이가 노출된다), 그러며 말하길 백작이 히데코의 음부를 본다면 축축하고 탁월하게 아름답다고 말할 거라며 혀로 히데코의 음부를 애무한다. 그리고 히데코는 신음소리를 낸다. 이 장면에서 카메라는 천장에서 침대를 바라보고 찍으며, 숙희 역 김태리의 머리가 히데코 역 김민희의 음부를 가리고 있다. 이윽고 히데코가 자세를 바꿔 69자세로 서로의 엉덩이를 손으로 잡고 서로의 음부를 입으로 빤다. 이때 숙희 역 김태리의 엉덩이가 노출되며, 두 배우의 나체 옆모습도 노출된다(김태리의 앞모습도 노출되지만 그림자로 음부를 가렸다). 이윽고 히데코는 어릴 때부터 낭독을 통해 간접적으로 익힌 지식을 바탕으로 밴대질을 한다. 이때 서로가 신음소리를 내고, 숙희는 타고나셨나면서 히데코에게 묻는다. 그리고 자세를 바꿔 히데코가 침대에 앉고 숙희가 그 위에 올라타고 히데코가 숙희의 유두를 빨며 손가락으로 숙희의 음부를 잡기 시작하고 두 배우의 나체 옆모습과 김민희의 유두가 노출된다. 숙희는 헐떡거리며 울음섞인 목소리로 신음을 하고, 자신에게 젖이 나오면 히데코에게 먹이고 싶다고 말하며 끝난다. 
자신의 마음을 드러내지 않고 후지와라와 결혼하라고 종용하는 숙희에게 좌절한 히데코는 벚꽃 나무에 밧줄을 매어 목을 매달고, 숙희가 그것을 막자 서로가 서로를 속였음을 고백한다. 서로를 신뢰하게 된 둘은 백작을 이용하기로 계획하고, 보영당 식구들에게 도움을 청하는 편지를 쓴다. 저택에서 도망친 날, 숙희는 서재의 책들을 히데코와 함께 모두 훼손한다.

### 제3부
숙희를 정신병원에 입원시킨 후, 히데코는 후지와라가 숙희를 정신병원에서 죽게 할 것이며, 조금의 관용도 베풀지 않을 것임을 확인한다. 후지와라는 자신이 히데코에게 사랑에 빠졌다고 고백하며, 다시 정식으로 결혼을 하자고 제안한다. 숙희는 보영당 식구들의 도움으로 화재가 일어난 정신병원을 탈출한다. 히데코는 호텔에서 후지와라의 방에 찾아가 그에게 결혼식에서 받은 아편을 넣은 포도주를 먹이고 기절시킨 뒤, 재산을 모두 챙겨 도망쳐나와 숙희와 재회한다.
후지와라는 잠에서 깬 뒤 코우즈키의 부하들에게 잡혀가 코우즈키 저택의 지하실에 가게 되고, 히데코의 편지를 통해 후지와라의 정체를 알게 된 코우즈키는 후지와라의 손가락을 절단하며 그를 고문한다. 그 사이, 히데코는 후지와라의 여권을 위조하여 남장을 하고 숙희와 함께 코우즈키의 하수인들을 피해 상해로의 도피를 시도한다. 코우즈키는 후지와라에게 히데코와의 첫날 밤을 묘사할 것을 요구한다. 여관에서의 첫날 밤은 히데코가 자위로 신음을 내고 손가락에 상처를 내어 이불에 혈흔을 남겨 속인 것이었다. 후지와라는 실제로 관계를 가지지 못했지만 그것을 빌미로 뜸을 들이며 계속해서 자신이 피우는 담배를 줄 것을 요구한다. 코우즈키는 후지와라에게 더욱 자세한 묘사를 듣고자 담배를 피우게 해주고, 담배에 말아 놓은 수은의 기화된 연기에 중독되어 둘 모두 죽게 된다.
상해로 떠나는 배 안에서 히데코와 숙희는 옷을 모두 벗고 탁자 위에 올라가 서서 서로를 희롱한다(장면 내내 서로의 나체 옆모습이 노출된다). 서로 키스를 하다 히데코가 숙희의 유방을 만지며 애무하고 숙희는 신음을 낸다(이때 숙희 역 김태리의 유두가 완전히 노출된다.). 그리고 서로의 음부에 금속 방울을 넣으며 애무한다. 배가 지나가는 어두운 바다와 보름달이 보인다.

## 캐스팅
- 김민희 : 히데코 가야 (아가씨) 역
- 김태리 : 남숙희 (하녀) 역
- 하정우 : 후지와라 (백작) 역
- 조진웅 : 코우즈키 (후견인) 역
- 김해숙 : 하녀장 사사키 부인 역
- 이용녀 : 복순 역
- 이동휘 : 구가이 역
- 유민채 : 끝단이 역
- 조은형 : 어린 히데코 역
- 타카기 리나 : 히데코 엄마 역
- 한하나 : 준코 역
- 이규정 : 하녀 1 역
- 김시은 : 하녀 2 역
- 하시연 : 하녀 3 역
- 김은영 : 하녀 4 역
- 정하담 : 하녀 5 역
- 원근희 : 집사 역
- 김종대 : 저택 운전수 역
- 장한순 : 코우즈키 가마꾼 역

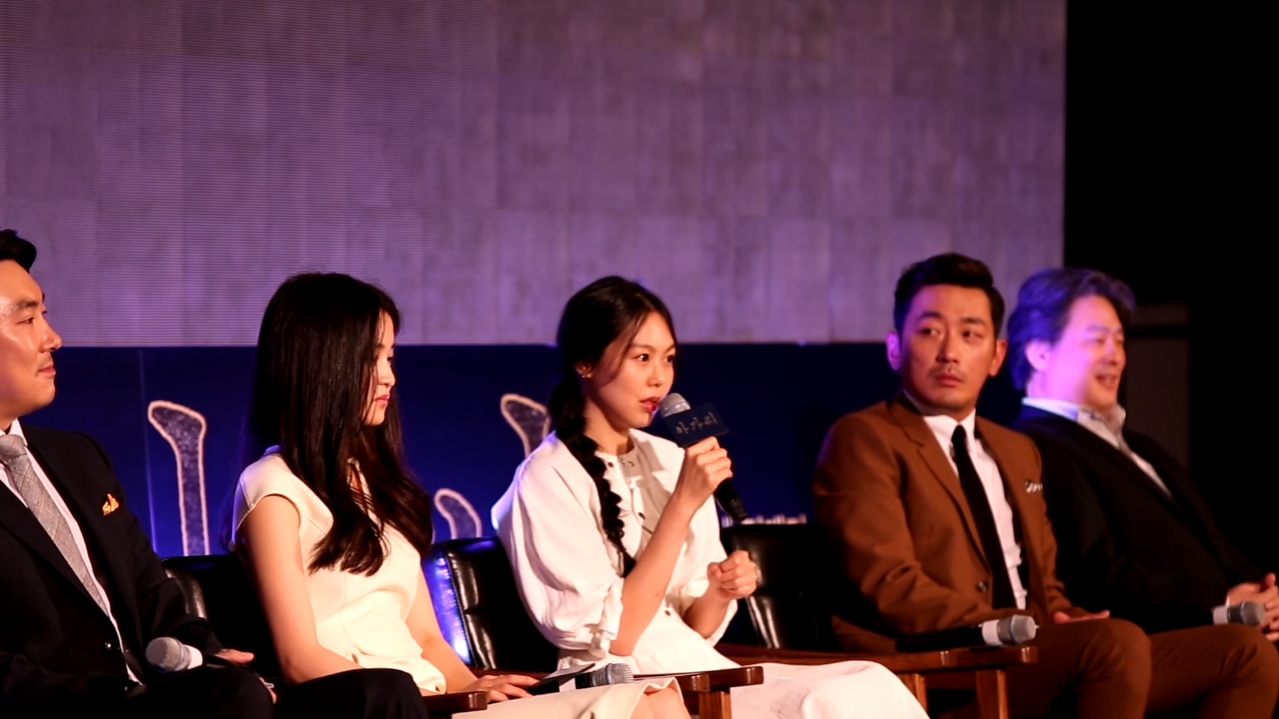
《아가씨》 제작보고회. 왼쪽부터 조진웅, 김태리, 김민희, 하정우, 박찬욱.

- 박기륭 : 채찍은 말한다 독회 손님 1 역
- 최병모 : 채찍은 말한다 독회 손님 2 역
- 한창현 : 채찍은 말한다 독회 손님 3 역
- 김인우 : 채찍은 말한다 독회 손님 4 역
- 권혁 : 채찍은 말한다 독회 손님 5 역
- 임형태 : 채찍은 말한다 독회 손님 6 역
- 이윤재 : 금병매 독회 손님 1 역
- 최종률 : 금병매 독회 손님 2 역
- 김리우 : 관부연락선 일본장교 1 역
- 후지모토 신스케 : 관부연락선 일본장교 2 역
- 정인겸 : 낭인 1 역
- 이지하 : 료칸 여주인 역
- 알렉산더 스카보로 : 평화호텔 양식당 지배인 역
- 문소리 : 이모 역 (특별출연)

## 프로덕션
이 영화는 2015년 중반에 제작을 시작하여 2015년 10월 31일에 완성되었다.
2017년 기획부터 제작, 개봉, 이후 평가 등을 담은 책 《아가씨 아카입》을 출판했다. 제작자인 임승용 대표, 제작 전반을 총괄한 네 명의 프로듀서, 류성희, 조상경, 정정훈, 조영욱, 김상범 등 박찬욱 감독과 협업해온 아홉 디렉터의 이야기를 통해 제작진의 생생한 술회와 정확한 자료를 수록했다. 김혜리의 박찬욱, 김태리, 하정우, 조진웅 인터뷰, 정지혜의 김민희 배우론, 신형철의 평론, 김영진의 감독론도 수록했다.
영화를 촬영할 당시 최고 수위 합의 불가로 캐스팅하였고, 베드신을 촬영할때도 대역 없이 배우들이 옷을 모두 벗고 공사처리도 하지 않은 채 알몸으로 촬영하였으며, 주연 배우 김태리, 김민희 (1982년)의 유두, 엉덩이등이 그대로 노출된다.

### 관련 도서
- 《아가씨 아카입 (The Handmaiden Archive Book)》 (그책) 2017년 8월 ISBN 979-11879281-8-8

## 사운드 트랙
- 2016: 가인, 민서 《임이 오는 소리》